# Артеага, Альмудена де
Альмудена де Артеага-и-дель-Алькасар (исп. Almudena de Arteaga y del Alcázar; род. 25 июня 1967, Мадрид) — испанская аристократка, 20-я герцогиня Инфантадо, известная испанская писательница в жанре исторического романа.

## Биография
Она родилась в Мадриде 25 июня 1967 года. Старшая дочь Иньиго де Артеага-и-Мартина, 19-го герцога дель Инфантадо (1941—2018), и Марии де ла Альмудена дель Алькасар-и-Армада.
Она имеет степень в области права Мадридского университета Комплутенсе, соответствующую Королевской испано-американской академии наук, искусств и литературы, и диплом в области генеалогии, геральдики и дворянства Института Салазара-и-Кастро.
Шесть лет занимался юридической практикой, специализируясь на гражданском и трудовом праве. Она работала режиссёром-документалистом в книгах La insigne Orden del Toisón de Oro и La Orden Real de España, историческом эссе. В 1997 году она опубликовала свой первый роман «La Princesa de Éboli». После достигнутого успеха она оставила юридическую практику, чтобы посвятить себя исключительно литературе. За этим первым романом последовало двадцать произведений разных жанров.
Признанная критиками как одна из самых выдающихся современных авторов исторических романов, её книги более четырёх месяцев находились в списках бестселлеров, с многочисленными переизданиями и были переведены на несколько языков. Премия Альфонсо X эль Сабио за исторический роман 2004 года за María de Molina: Tres coronas medievales. В марте 2012 года она была награждена 19-й премией Азорина в области романов за свою работу Capricho — интригующее историческое путешествие по Мадриду 19-го века.
В настоящее время она продолжает писать, читать лекции на литературных и исторических форумах и сотрудничать в качестве обозревателя в национальных газетах и журналах.

## Дом дель Инфантадо
После утверждения Закона 33/2006 от 30 октября о равенстве между мужчинами и женщинами в порядке наследования Альмудена, как первенец, стала главной наследницей дома дель Инфантадо, сместив своего брата Иньиго де Артеага и дель-Алькасара, 20-го маркиза Тавара (1969—2012), который ещё несколько лет назад, как старший сын, был призван стать 20-м герцогом Инфантадо и погиб в 2012 году в авиакатастрофе, и его брат Иван де Артеага и дель-Алькасар, 15-й маркиз Гармонии (род. 1970).
17 ноября 2018 года в «Официальном государственном вестнике» была опубликована информация о правопреемстве в его пользу герцогства Инфантадо, а также пяти других дворянских титулов и двух санов.
В настоящее время она проживает в Мадриде со своим мужем и двумя дочерьми.
В феврале 1986 года Альмудена в замке Монклова в Севилье вышла замуж первым браком за Хосе Луиса Анчустеги-и-Ллурию, с которым позднее развелась. 28 апреля 2001 года в замке Монклова она вторично вышла замуж за Хосе Рамона Фернандеса де Месу-и-Тембури. У герцогини дель Инфантадо есть две дочери от первого брака:
- Альмудена де Артеага-и-Анчустеги, 21-я маркиза Сантильяна и 25-я графиня Сальданья
- Мария Тереза де Артеага-и-Анчустеги, 19-я маркиза де Сеа

## Дворянские титулы
- 20-я герцогиня Инфантадо, грандесса Испании
- 18-я маркиза Сеа. Этот титул был присвоен её дочери Марии Терезе Анхустеги-и-де-Артеага в 2019 году
- 21-я маркиза Тавара, грандесса Испании
- 21-я графиня Реал-де-Мансанарес
- 14-я графиня де Монклова, грандесса Испании
- 10-я графиня Коррес
- 27-я сеньора де ла Каса де Ласкано
- 24-й адмирал Арагона

## Литературные труды

### Романы
- La Princesa de Éboli (1997).
- La vida privada del emperador Carlos V (1998).
- Eugenia de Montijo (2000).
- Estúpida como la luna (2000).
- La Beltraneja, el pecado oculto de Isabel la Católica (2001).
- Catalina de Aragón. Reina de Inglaterra (2002).
- María de Molina: Tres coronas medievales (2004).
- La Beltraneja: El pecado oculto de Isabel la Católica (2004).
- La esclava de marfil (2005).
- El desafío de las Damas, La verdad sobre la muerte del Conde Duque de Olivares (2006).
- El Marqués de Santillana (2009).
- Los ángeles custodios (2010).
- Capricho (2012).
- La Estela de un Recuerdo (2014).
- Por Amor al Emperador Carlos V (2016).
- Cenizas de plata y sangre (2018).

### Очерки
- La Insigne Orden del Toisón de Oro (1996), como ensayista y documentalista.
- La Orden Real de España (1808—1813) (1997).
- Herencias y legados adquiridos por Don Íñigo López de Mendoza. Marqués de Santillana (1398—1458), Tomo «El Hombre» (1998).
- Leonor: ha nacido una reina (2006), вместе с Ньевес Эрреро.
- Beatriz Galindo «La Latina» Maestra de Reinas (2007).
- Yo abdico (2014) как соавтор.

### Истории
- «Confesiones Secretas» (Hijas y padres, 1999)
- Cabeza de cera (La Razón, 2005).
- La paz de la experiencia (La Razón, 2005).
- El duende que convirtió humo en cristal (Cuentos con corazón, 2005).
- El extraño zahorí (La Razón, 2006).
- Zarpamos trazando una estela (2007).

## Награды
- Премия Альфонсо X Мудрого за исторический роман (2004) за её работу María de Molina: Tres coronas medievales
- Финалист Международной премии «Сьюдад-де-Сарагоса» в области исторических романов (2006) за El desafío de las Damas, La verdad sobre la muerte del Conde Duque de Olivares
- Почетное упоминание в премии Espartaco (2006) за El desafío de las Damas, La verdad sobre la muerte del Conde Duque de Olivares
- Премия Альгабы (2007) за Beatriz Galindo «La Latina» Maestra de Reinas
- Премия Азорина (2012) за Capricho
- Премия принцессы Эболи (Excmo. Городской совет Пастраны) (2017).